# المصعدة (مذيخرة)

تعديل مصدري - تعديل

المصعدة محلة تابعة لقرية العذري، التابعة لعزلة بني مليك بمديرية مذيخرة إحدى مديريات محافظة إب في الجمهورية اليمنية، بلغ تعداد سكانها 36 حسب تعداد اليمن لعام 2004.